# Frente Farabundo Martí para la Liberación Nacional
El Frente Farabundo Martí para la Liberación Nacional (FMLN) es un partido político de izquierda de El Salvador. El FMLN fue creado el 10 de octubre de 1980 como un organismo de coordinación de las cinco organizaciones político-guerrilleras de izquierda que participaban en la guerra civil salvadoreña . Con la firma del Acuerdo de Paz de Chapultepec entre el FMLN y el gobierno de El Salvador, el FMLN se incorporó a la vida política de El Salvador como un partido político.
El FMLN fue la principal fuerza política de oposición de El Salvador entre 1992 y 2009. Desde las elecciones generales de 1994, las primeras después de la guerra civil, hasta 2019 (con la elección de Nayib Bukele), la vida política de El Salvador estuvo dividido en dos fuerzas antagónicas: el izquierdista FMLN y la derechista Alianza Republicana Nacionalista (ARENA), surgida en 1981. En el año 2009, el FMLN se convirtió en partido gobernante luego de haber accedido democráticamente al Poder Ejecutivo con el expresidente Mauricio Funes en las elecciones de 2009 y nuevamente, en las elecciones presidenciales de 2014 tras haber resultado electo Salvador Sánchez Cerén. 
Desde entonces el partido sufrió un declive importante de apoyos, perdiendo la presidencia en 2019 al obtener sólo el 14 % y el tercer lugar con el candidato Hugo Martínez. En 2024 alcanzaron apenas el 6 % de los votos con el candidato Manuel Flores y perdiendo la representación parlamentaria así como todas las alcaldías.

## Historia y evolución organizativa del FMLN

Martí sigue siendo una figura de mártir para la izquierda de El Salvador. Su legado se invoca en nombre del partido político salvadoreño Frente Farabundo Martí para la liberación nacional o FMLN

### Inicios
Fue fundado el 10 de octubre de 1980 por las Fuerzas Populares de Liberación "Farabundo Martí" (FPL), el Ejército Revolucionario del Pueblo (ERP), la Resistencia Nacional (RN), el Partido Revolucionario de los Trabajadores Centroamericanos (PRTC) y el Partido Comunista Salvadoreño (PCS). Antes de la formación oficial del FMLN hubo varios antecedentes de unidad guerrillera al FMLN, sin embargo, el 19 de diciembre de 1979 se formó la Coordinadora Político Militar, integrada por las FPL, la RN y el PCS. El ERP fue excluido, a pesar de que era el segundo grupo con mayor poder y antigüedad, después de las FPL, por exigencia de la RN (en 1975, el ERP se había dividido por discusiones acerca de la estrategia política y militar a seguir, y de allí surgió la RN. La dirigencia del ERP ordenó y ejecutó la muerte de dos de sus militantes: el poeta Roque Dalton y el sindicalista Armando Arteaga (Pancho)). Sin embargo, Fidel Castro junto a Manuel Piñeiro, jefe de la agencia de inteligencia cubana, presionaron a la coalición para que el ERP fuera admitido, además se presionó al PCS para que cambiara su estrategia de construcción de una estructura armada, que seguía desde 1977, hacia el impulso definitivo de la lucha armada.

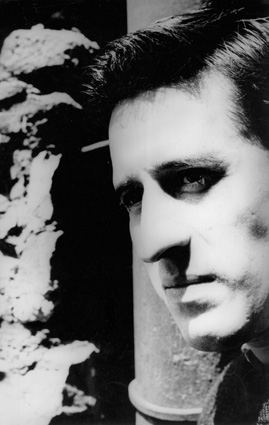
Roque Dalton en Praga, en 1966.

El 22 de mayo de 1980 se formó la Dirección Revolucionaria Unificada (DRU), en el cual participaron las FPL, el ERP, la RN y el PCS. En septiembre de 1980 la RN abandonó la DRU, a causa de las pugnas con el ERP. Se reintegró poco antes de la creación del FMLN. Este originalmente era dirigido por la DRU, y luego esta desapareció y se formó un comando central.
La primera acción de peso del FMLN fue el lanzamiento, el 10 de enero de 1981, de una ofensiva final en contra del gobierno salvadoreño, conformado por la llamada Junta Revolucionaria de Gobierno, una alianza de militares y civiles que duró de octubre de 1979 a principios de 1982, en tres etapas. La ofensiva no logró su objetivo y, aunque junto con ella desapareció el auge de la lucha de masas que vivía el país, el FMLN se fortaleció militarmente y condujo la guerra, desde el lado de la izquierda, hasta la firma de los Acuerdos de Paz de enero de 1992.
El FMLN tomó su nombre del dirigente comunista Agustín Farabundo Martí (fusilado en el levantamiento campesino de 1932 por la Policía Nacional dirigida por Osmín Aguirre y Salinas durante el Gobierno del General Maximiliano Hernández Martínez), delegado del Socorro Rojo Internacional y uno de los organizadores de la insurrección campesina e indígena de 1932. El levantamiento fue controlado por la Guardia Nacional, organismo  creado en 1912, bajo el gobierno del general Maximiliano Hernández Martínez. Durante las operaciones de represión, miles de campesinos e indígenas fueron fusilados. Los historiadores aún debaten las cifras de muertos. Estas difieren según los autores, y van desde 7.000 hasta 30.000 personas.

#### Origen y período preinsurreccional: 1970 – 1980
El origen de lo que sería el FMLN de la guerra revolucionaria se remonta al 1 de abril de 1970, cuando Salvador Cayetano Carpio renunció como secretario general del PCS y junto a otros seis militantes formó las Fuerzas Populares de Liberación “Farabundo Martí” (FPL). Carpio adquirió el pseudónimo de “Comandante Marcial”. La razón con la que Carpio justificó sus acciones fue la decadencia del PCS mediante lo que llamó como “burocratización” o uso de métodos burocráticos de lucha. El burocratismo llevó al PCS a rechazar la vía armada para la toma del poder y a mantener la vía electoral. En realidad, en ese tiempo el PCS, así como la mayoría de los partidos comunistas prosoviéticos, estaba enfocado en la vieja y tradicional estrategia antifascista del Frente Popular diseñada por Iósif Stalin y el comunista búlgaro Giorgi Dimitrov, coordinador de la (Tercera) Internacional (Comunista) en la década de los años 30. Dicha estrategia promovía la alianza de los partidos comunistas con las burguesías liberales en contra del fascismo y el nazismo. 
No fue hasta el 10 de octubre de 1980  surge la Coordinadora Revolucionaria de Masas (CRM), bajo la “Plataforma Programática para un Gobierno Democrático Revolucionario”, el cual aglutinaba al Bloque Popular Revolucionario, (BPR) de las FPL; el Frente de Acción Popular Unificado, FAPU, de la RN; la Unión Democrática Nacionalista, UDN, partido político del PCS; las Ligas Populares 28 de febrero, LP-28, del ERP, y el Movimiento de Liberación Popular, MLP del Partido Revolucionario de Trabajadores Centroamericano. Esta unión se forjó durante un periodo convulso en la historia salvadoreña, marcada por la persecución política. Uno de los primeros golpes recibido al FMLN fue el asesinato de Enrique Álvarez Córdova, junto con Juan Chacón, Manuel Franco, Enrique Escobar Barrera, Humberto Mendoza y Doroteo Hernández, todos ellos miembros de su Comité Ejecutivo, fueron secuestrados y finalmente fueron encontrados asesinados y con signos de tortura en las afueras de San Salvador.

##### Ofensiva final (insurrección), por un gobierno democrático revolucionario: 1981

Bandera usada por el FMLN durante el periodo revolucionario.

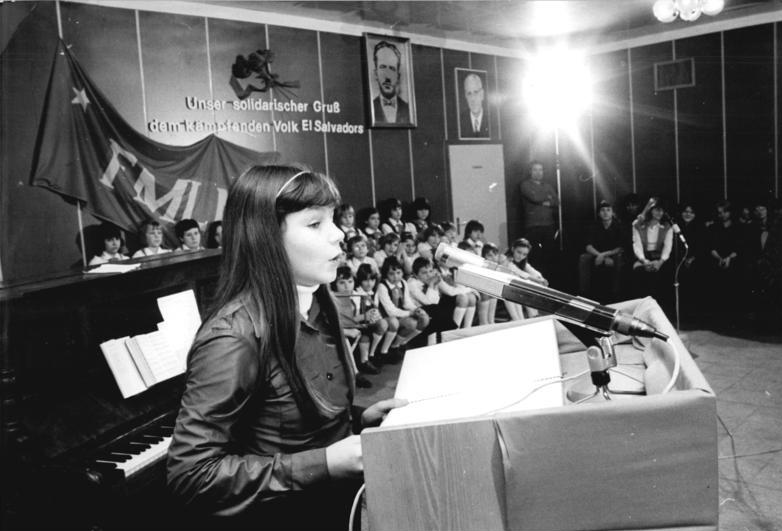
Durante una reunión en Sandersdorf (distrito de Bitterfeld), más de 200 ciudadanos expresaron su solidaridad en lucha por la liberación. Aceptaron por unanimidad una declaración de intenciones leída por la alumna Cordelia Salber.

El 10 de enero de 1981 fuerzas guerrilleras clandestinas del FMLN lanzaron la mal llamada “Ofensiva Final”. El evento no fue final ni fue ofensiva únicamente, sino un híbrido de ofensiva militar e insurrección. La Ofensiva fue liderada por el FMLN y sus tropas guerrilleras paramilitares, mientras la insurrección fue organizada por fuerzas populares provenientes de la Coordinadora Revolucionaria de Masas (CRM). La insurrección llevaba la plataforma programática del Gobierno Democrático Revolucionario (GDR) en el cual se establecía no sólo derrocar a la dictadura  sino establecer un gobierno de corte socialista-revolucionario (a diferencia de una Dictadura del Proletariado comunista). La Ofensiva de 1981 se llevó a cabo en ciudades principales del país como Santa Ana, Sonsonate, el Gran San Salvador, Santa Tecla, San Vicente, Usulután, San Miguel, y secundarias del país como Metapán, Chalatenango, Ciudad Arce, Sensuntepeque y Zacatecoluca.
La derrota de la insurrección fue atribuida a la inmadurez y a la insuficiente experiencia en cuestiones militares prevaleciente en las fuerzas revolucionarias. Un ejemplo de esta observación fue el levantamiento en el interior del cuartel de la Segunda Brigada de Infantería en Santa Ana dirigido por el Capitán Francisco Mena Sandoval, quien logró el apoyo de una compañía completa, pero luego se declararon en retirada al verse copados. Este episodio es particularmente trágico debido a que Sandoval y su compañía sublevada fueron perseguidos y acorralados a la altura del Cantón Cutumay Camones, un lugar ubicado al norte de Santa Ana. Como resultado del acorralamiento murieron 97 combatientes. Jorge sobrevivió la cruenta batalla para integrarse al ERP. Un ejemplo de la combinación de fuerzas populares y revolucionarias es la ocurrida en Chalatenango donde las fuerzas populares contaban con alrededor de 300 personas mientras que la tropa del FMLN consistía más o menos en 200. Esa fue la fuerza popular-revolucionaria que condujo la insurrección en Chalatenango: 500 personas.

##### Transición a la guerra revolucionaria: 1981 – 1983

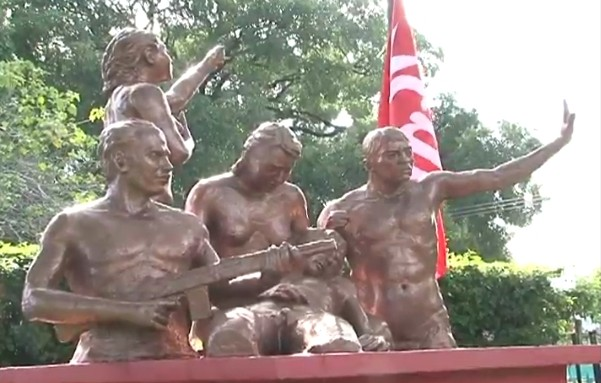
Monumento a los caídos en la ofensiva general de 1980. La insurrección ganó apoyo popular, el FMLN estaba formado por cinco organizaciones político-guerrilleras. Contaba con más de y mujeres y estaban más organizados y disciplinados que sus homólogos guatemaltecos. Operaban con un soporte diferente, basado en civiles no combatientes. Sin la ayuda inmediata y total de EE. UU. la FAES habría sido técnicamente incapaz de resistir la insurrección popular.

Después de la Ofensiva-Insurrección de 1981 y su derrota, el FMLN como organización político-militar pasó a la total clandestinidad y sus estructuras así como sus diferentes mandos fueron trasladados a las montañas en diferentes regiones del país. El FMLN debió pasar de la organización de simples células y comandos guerrilleros urbanos a organizar formaciones militares mucho más complejas, pasando por la estructuración de milicias y colaboradores a brigadas como la Rafael Arce Zablah en Morazán y la Rafael Aguiñada Carranza, el destacamento "Luis Adalberto Díaz", los batallones "Carlos Arias", y la agrupación de batallones   "Felipe Peña", hasta lograr engranar todas sus fuerzas en los Frentes de Guerra siguientes:
- Occidental “Feliciano Ama” (consolidado en 1985),
- Paracentral “Clara Elizabeth Ramírez”, sustituido por el “Anastasio Aquino”[26]
- Central  "Modesto Ramírez”,
- Norte-Central “Felipe Peña”
- Norte-Oriental "Apolinario Serrano”
- Oriental “Francisco Sánchez”.

Las prisioneras y prisioneros de guerra en la cárcel de Mariona, ubicada al norte de San Salvador, y la cárcel de mujeres en Ilopango eran considerada(o)s parte del Quinto Frente de Guerra “Pedro Pablo Castillo”. Todavía un sector que nunca se consideró un Frente fue el de las estructuras en el exterior formadas por Comités de Apoyo de exiliados y amigos solidarios en ciudades de México, Estados Unidos, Canadá, Costa Rica, Panamá, Australia, y Suecia. Este “Frente Exterior” funcionaría continuamente desde mediados de los 1980 hasta 1994 para luego ser reactivado y consolidado en el 2000 con la participación de delegados en las Convenciones Nacionales de partido, como el caso de Estados Unidos y Canadá.
Cada organización político-militar tenía un área de influencia específica al inicio de la guerra, pero con el desarrollo de la guerra y la constante reorganización del ejército guerrillero, surgieron fuerzas así como estructuras de conducción combinadas. En este período las FPL y el ERP siguen la modalidad de separar las estructuras militares (ejércitos revolucionarios) de las estructuras como partidos propiamente. Las FPL denomina su ejército “Fuerzas Armadas Populares de Liberación” (FAPL) y el ERP se constituye en el brazo armado del Partido de la Revolución Salvadoreña (PRS). Las FARN también se convierten en el brazo armado de la Resistencia Nacional (RN).
El FMLN construyó en este período de transición a la guerra toda su infraestructura de guerra como talleres de fabricación y reparación de armas, hospitales, centros de acopio de avituallamientos, y las dos radios revolucionarias: la “Farabundo Martí” de las FPL que fue fundada el 22 de enero de 1982 y operó desde Chalatenango, y la Radio Venceremos, que operó desde Morazán y fue convertida más tarde en la “Voz Oficial del FMLN” en la voz del internacionalista venezolano Santiago (nombre real: Carlos Consalvi, que ahora dirige el Museo de la Imagen y la Memoria) y de Mariposa. Ambas radios transmitían en onda corta (SW) y más tarde en frecuencia modulada (FM).
El FMLN logró el 26 de agosto de 1981 el reconocimiento de la Declaración Franco-Mexicana como fuerza política legítima y representativa del pueblo salvadoreño. Al interior del FMLN, sin embargo, se había formado una división relacionada con los objetivos y estrategia de la revolución. Esta división estuvo expresada en dos visiones distintas de la guerra: por un lado, Carpio lideraba la posición que planteaba el gobierno de la alianza obrero-campesina y la toma del poder por la vía armada mediante la estrategia militar de la Guerra Popular Prolongada. Handal, por su parte, proveniente de su reciente ruptura con la burguesía liberal del PDC y la UNO, planteaba la formación de una alianza con esas mismas fuerzas de izquierda y la solución político-negociada de la guerra. Entre consensos legítimos y maniobras conspiradoras,* la posición de Handal llegó a predominar en la mayoría de las fuerzas del FMLN y luego influenció a un sector magisterial de las mismas FPL de Carpio*.
Esta división vino a explotar el 6 de abril de 1983 con el asesinato de la Comandante Ana María (nombre real: Mélida Anaya Montes), segunda responsable de las FPL después de Marcial. La comandante fue ejecutada mientras se encontraba en Managua, Nicaragua, por un comando dirigido por Marcelo (nombre real: Rogelio Bazaglia). Un juzgado nicaragüense determinó que Marcelo y sus colaboradores actuaron por cuenta propia y absolvió de culpa al Comandante Marcial. Este, sin embargo, se suicidó el 12 de abril. Tras el suicidio de Marcial, un grupo de sus seguidores -a quienes se les nombró “los Renegados” o “Moros” dentro del FMLN- renunciaron a las FPL y al FMLN para formar en diciembre una nueva organización bajo el nombre de Movimiento Obrero Revolucionario “Salvador Cayetano Carpio” (MOR). Así mismo, el MOR también se llevó consigo las estructuras del Frente Paracentral “Clara Elizabeth Ramírez” (CER). Se rumoraba que los “Moros” eran trotskistas, pero en realidad la existencia de este grupo era sólo una reacción a la muerte de su líder.
El cuerpo dirigente del FMLN después de la muerte de Marcial fue la Comandancia General compuesta por los comandantes Leonel González (nombre real: Salvador Sánchez Cerén, de las FPL-FAPL), Schafik Jorge Handal Handal (Comandante Simón, del PCS-FAL), Fermán Cienfuegos (nombre real: Eduardo Sancho, de la RN-FARN), Roberto Roca (nombre real: Francisco Jovel, del PRTC), y Joaquín Villalobos (nombre real: René Cruz, del PRS-ERP)(involucrado en el asesinato del empresario Roberto Poma y del escritor Roque Dalton). Sería esta misma Comandancia General la que dirigiría la guerra revolucionaria hasta su final en 1992.
La transición a la guerra finalizó con la conversión de las masas insurrectas captadas en la ofensiva de 1981 en un ejército revolucionario (1983) que se nutría de las armas incautadas al Ejército y a los cuerpos represivos y que además fue adquiriendo capacidad de propinar golpes grandes a guarniciones completas y sofisticadas así como causar cientos de bajas al Ejército. El arma larga de uso oficial del FMLN fue el M-16 de fabricación estadounidense y el uniforme militar usado por los combatientes era verde olivo similar al del Ejército. Con esta logística y avituallamiento el FMLN buscaba neutralizar la campaña del gobierno acerca de la alegada intervención soviética en el conflicto que nunca fue comprobada.
Un elemento muy importante que obligó al FMLN a desarrollar en forma acelerada sus tácticas y estrategias de guerra fue el escalonamiento de la guerra provocada por la intervención de Estados Unidos al financiar en su totalidad la guerra al Gobierno y enviarle pertrechos de guerra y asesores militares, aunque también el FMLN era propiamente financiado por la presidencia de Nicaragua hasta 1982. En este periodo, el principal órgano de difusión del FMLN fue Venceremos.

## Guerra civil: diálogo y negociación: 1982 – 1990
Un evento que caracterizó el período de inicio de la guerra civil fue el nombramiento del Mayor Roberto D'Aubuisson, acusado de fundar y dirigir los escuadrones de la muerte - según el exembajador de Estados Unidos Robert White - como Presidente de la Asamblea Constituyente formada tras las elecciones de 1982. La Asamblea Constituyente sustituyó a Duarte por Álvaro Magaña, un accionista mayoritario del Banco Hipotecario y miembro del poder económico, para organizar el Gobierno de Unidad Nacional, que tardo muchos años en llegar por intervenciones de los militares, ante la negativa de negociar una salida de paz y beneficio nacional.
Cuando el FMLN extendió la guerra revolucionaria a todo el país y estableció “zonas bajo control” así como “zonas de influencia” (1983), este demostró ser una fuerza militar y política de gran peso en el país. El conflicto salvadoreño adquirió las características de una guerra civil, pero esta no era reconocida de tal forma por el Gobierno, hasta que recibió el reconocimiento de la comunidad internacional.

### Acuerdos de Paz de Chapultepec y fin de la guerra civil: 1992

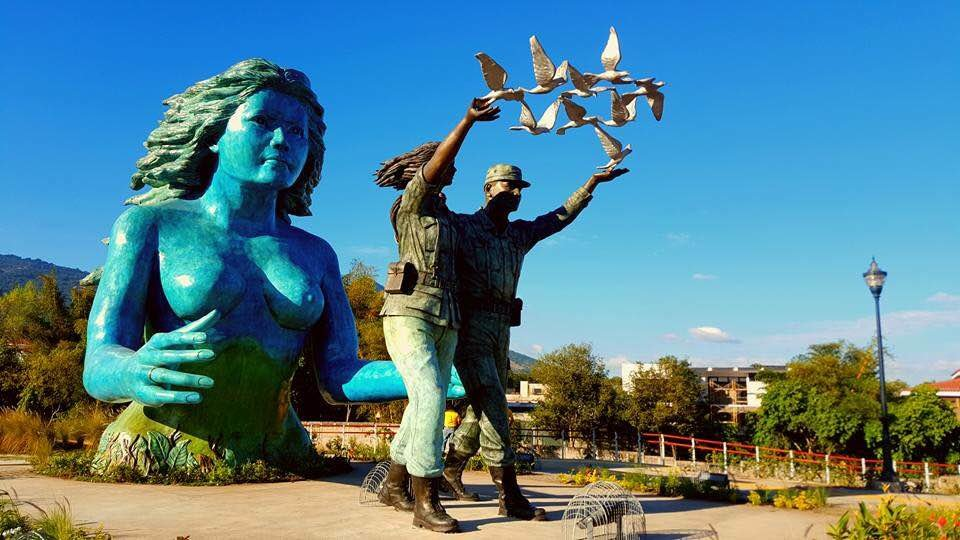
Monumento De la Reconciliación, en San Salvador. Para conmemorar los Acuerdos De Paz. Para Maurice Lemoine el FMLN, “en la mesa de negociaciones, pone fin a una hegemonía militar de sesenta años de antigüedad y permitirá una profunda reforma del estado basada en una serie de medidas sin precedentes: respeto del sufragio universal; reforma del sistema judicial; reforma constitucional; separación de la defensa y la seguridad pública, reducción del personal de la fuerza armada, creación de una policía nacional civil.

El proceso específico que culminó con los Acuerdos de Paz de 1992 firmados en el castillo de Chapultepec, México, fue iniciado por el FMLN con la presentación de su propuesta de negociación del fin de la guerra en septiembre de 1989 en Washington, dos meses antes de haber lanzado la ofensiva militar del FMLN que, también por otras razones, convenció al gobierno de El Salvador de aceptarla por el gran peligro que fue para ella. Anterior a estos eventos, el FMLN había propuesto el diálogo y la negociación a la administración Duarte a través de la alianza FMLN-FDR (Frente Democrático Revolucionario). La opción de ofrecer la propuesta a Washington fue definida cuando el FMLN declaró ilegítimas las elecciones de marzo de 1989 y desconoció al presidente (Alfredo Cristiani de ARENA) resultante de las mismas. Pero no fue hasta que se firma el Acuerdo de Ginebra en abril de 1990 en presencia del secretario general de las Naciones Unidas, Javier Pérez de Cuéllar, que el proceso se tornó irreversible al programarse una agenda y calendario del resto del proceso.
El significado de los Acuerdos de Paz se tradujo en el desmontaje completo de la estructura de la dictadura militar con cara democrática (dictadura de nuevo tipo) que imperó desde la presidencia de 1933.
Cinquera sufrió 

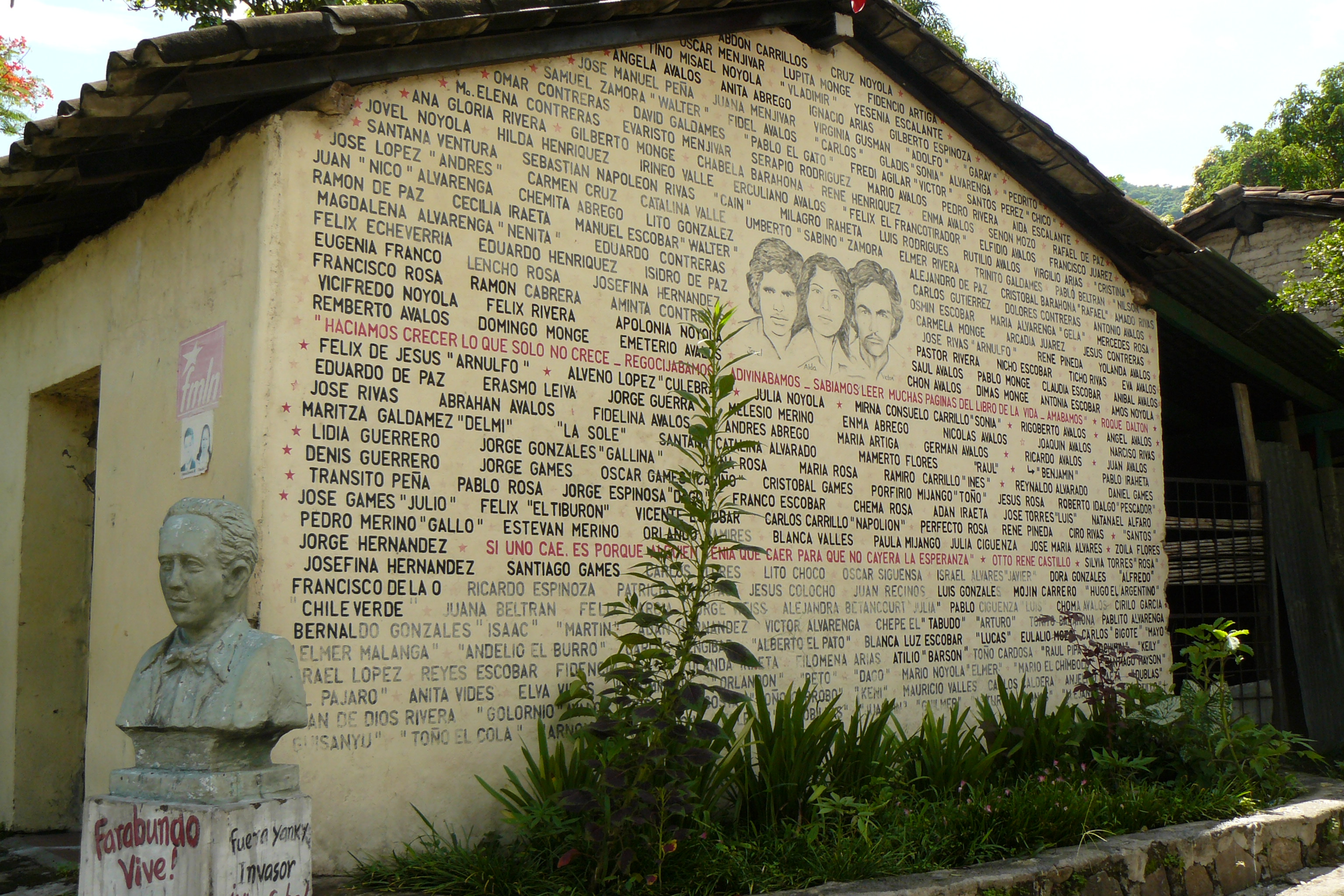
Mural en honor a los fallecidos en Cinquera durante el conflicto.

Según la Comisión de la Verdad de las Naciones Unidas, las fuerzas gubernamentales y los paramilitares fueron responsables de 85% de los asesinatos de civiles del conflicto, mientras que los guerrilleros del FLMN eran responsables tan solo del 5% de los asesinatos de civiles.

### Actualidad del FMLN: 1992 – 2003
El período de la legalidad institucional del FMLN se inició al serle otorgado por decreto legislativo del parlamento salvadoreño del 1 de septiembre su estatus como partido legal después de la firma de los Acuerdos de Paz en 1992 que pusieron fin a la guerra civil. Su personería jurídica, sin embargo, no fue otorgada hasta el 14 de diciembre debido a los procesos burocráticos que caracterizan la estructura estatal.
La legalidad, sin embargo, ubicó al FMLN en el centro de varios problemas. El primero de ellos fue la necesidad de disolver las cinco estructuras de las organizaciones político-militares de la guerra y formar una sola, en la que predominaron figuras del extinto Partido Comunista Salvadoreño (PCS), como Salvador Sánchez Cerén, Orestes Fredesman Ortez, Nidia Díaz, Medardo González, Lorena Peña y el carismático desaparecido líder Schafik Hándal como los más prominentes, lo cual fue aprobado en la Tercera Convención de diciembre de 1995.
Otro de los problemas llegó a ser la cuestión de las escisiones causadas por el debate de la orientación ideológica del FMLN. Siete de los 21 diputados que el FMLN ganó en las elecciones de 1994 pertenecientes a dos de las ex organizaciones -el ERP y la RN– renunciaron en bloque del FMLN para formar el Partido Demócrata (PD) de línea socialdemócrata que, debido a que no logró el tres por ciento de voto en las elecciones de 1997, dejó de existir. A la muerte del PD, los cuadros se integraron al PDC, al Partido Social Demócrata (PSD), y a la Convergencia Democrática (CD) de Rubén Zamora.
Posterior a la primera escisión, el FMLN declaró en sus estatutos –publicados en 1994- ser un partido de tendencias. Se formaron en diferentes tiempos cuatro tendencias: la Corriente Revolucionaria-Socialista (CRS), liderada por Schafik Jorge Hándal, exsecretario General del disuelto Partido Comunista Salvadoreño (PCS), la Corriente Renovadora, dirigida por Facundo Guardado (exmiembro de la Comisión Política (CP) de las Fuerzas Populares de Liberación, FPL), la Corriente Tercerista, liderada por Gerson Martínez (también de la CP de las FPL), y la Tendencia Revolucionaria, liderada por Dagoberto Gutiérrez (exsecretario de la Juventud del PCS).

Marcha del FMLN, 15 de marzo de 2018

El siguiente problema fue el programático. El FMLN no tenía un programa definido ni una estrategia electoral.
Las batallas internas del FMLN entre sus tendencias encontraron su válvula de escape cada vez que debían elegir el Coordinador General. Así en 2000 la Corriente Renovadora asumió el control del partido con Facundo Guardado en la Coordinación General. Bajo Guardado, el FMLN se inclinó hacia la socialdemocracia y creó la alianza con la USC de Abraham Rodríguez (excandidato Vicepresidencial del PDC).
En un intento de parar el caos generado por más militantes interesados por convertir al FMLN en un partido socialdemócrata debido a su arrastre popular, el FMLN anuló en la Convención Nacional en el 2000 el derecho estatutario a agruparse en tendencias, las cuales dejaron de existir oficialmente inmediatamente después.
A partir de la eliminación oficial de las tendencias se inicia un proceso de redefinición ideológica del FMLN hacia el proyecto histórico socialista original. En el 2002 la Comisión Política (CP) publicó un panfleto titulado Nuestra Orientación Hacia el Socialismo, en el que definieron su concepción de socialismo y el programa transitorio al que denominaron Revolución Democrática. La desorientación ideológica imperante al interior arrastró al FMLN a una nueva escisión en el 2003, cuando renunció un grupo de parlamentarios liderado por el famoso exguerrillero chalateco Facundo Guardado y al que le denominaron Movimiento Renovador (MR), que más tarde suscribieron a la orientación socialdemócrata en la línea del PSOE de España. El MR corrió la misma suerte que el PD cuando en las elecciones de 2004 no obtuvieron el mínimo del tres por ciento del voto requerido para existir. Más tarde, sus cuadros se afiliaron al Centro Democrático Unido (CDU, ex CD de Rubén Zamora). En octubre de 2004 el FMLN fundó la Escuela de Formación Política-Ideológica “Farabundo Martí”. La elección del excomandante Milton Méndez de las ex FPL (nombre real: Medardo González) en las elecciones internas del 11 de noviembre de 2004 como Coordinador General del partido confirmó el afianzamiento de la posible dirección y orientación socialista del FMLN. Estas elecciones internas del FMLN en el 2004, sin embargo, dejaron al descubierto la existencia de la tendencia renovadora en la agrupación Fuerza por el Cambio liderada por el alcalde de Santa Tecla Oscar Ortiz quien fue el candidato derrotado por Méndez en las internas.

### El FMLN en el gobierno

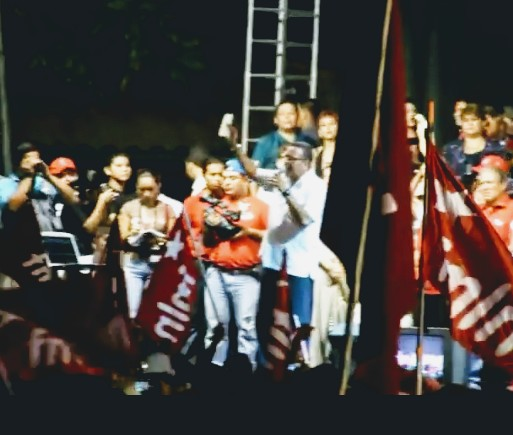
Mauricio funes en San Miguel 2009. Funes ganó las elecciones presidenciales 2009 con el 51,32% del voto popular, ganando así la elección en una sola ronda. Fue el segundo presidente de izquierdas del país (el primero Manuel Enrique Araujo), así como el primer líder del partido FMLN que no luchó en la guerra civil salvadoreña. Su juramento en el 1 de junio marcó sólo la tercera vez en la historia del país que un partido gobernante transfirió pacíficamente el poder a la oposición.

Tras la ofensiva general (bautizada como Ofensiva Hasta el Tope), lanzada en noviembre de 1989, el FMLN entabla un proceso de negociaciones con el gobierno que culmina con la firma de los Acuerdos de Paz de Chapultepec, el 16 de enero de 1992, tras el cual el FMLN se convirtió en un partido político de oposición.
A partir de entonces forma parte de la vida político electoral del país, sin abandonar la lucha en las calles y la promoción de la lucha de clases, participando crecientemente en todos los procesos electorales desde esa fecha. Su primer candidato a ocupar la primera magistratura fue Rubén Zamora Rivas en los comicios de 1994; y posteriormente Facundo Guardado en 1999. Donde ambos serían vencidos por los oficialistas Armando Calderón Sol y Francisco Flores Pérez respectivamente. Su tercer candidato en participar para las elecciones presidenciales de 2004 sería el líder histórico del PCS Schafik Handal como candidato a la presidencia y Guillermo Mata como candidato a la vicepresidencia, que fueron derrotados por el empresario radial Elías Antonio Saca y Ana Vilma de Escobar del partido Alianza Republicana Nacionalista, con un total de 1.314.434 votos y 57.71% de los votos válidos.
Sin embargo, en la elección presidencial de 2009, los integrantes de la fórmula presidencial del FMLN, el periodista Mauricio Funes como candidato a la presidencia, y el profesor Salvador Sánchez Cerén como candidato a la vicepresidencia, recibieron un total de 1,354,000 votos, el 51,32% de los votos válidos; derrotando a la fórmula presidencial del partido Alianza Republicana Nacionalista (ARENA), formada por el exdirector de la Policía Nacional Civil Rodrigo Ávila como candidato a la presidencia y Arturo Zablah como candidato a la vicepresidencia, con 1.284.588 votos, el 48.68% de los votos válidos, y fueron declarados Presidente y Vicepresidente de la República para un mandato de cinco años (para ocupar el cargo en el período comprendido del 1 de junio de 2009 al 1 de junio de 2014), derrotando al partido Alianza Republicana Nacionalista por primera vez, después de que este ocupó la presidencia desde 1989.
Asumieron sus funciones el 1 de junio de 2009, al concluir el mandato del presidente Elías Antonio Saca. Ambos recibieron las credenciales de elección por parte del Tribunal Supremo Electoral, el día 31 de marzo de 2009, en un acto celebrado en un hotel de San Salvador.

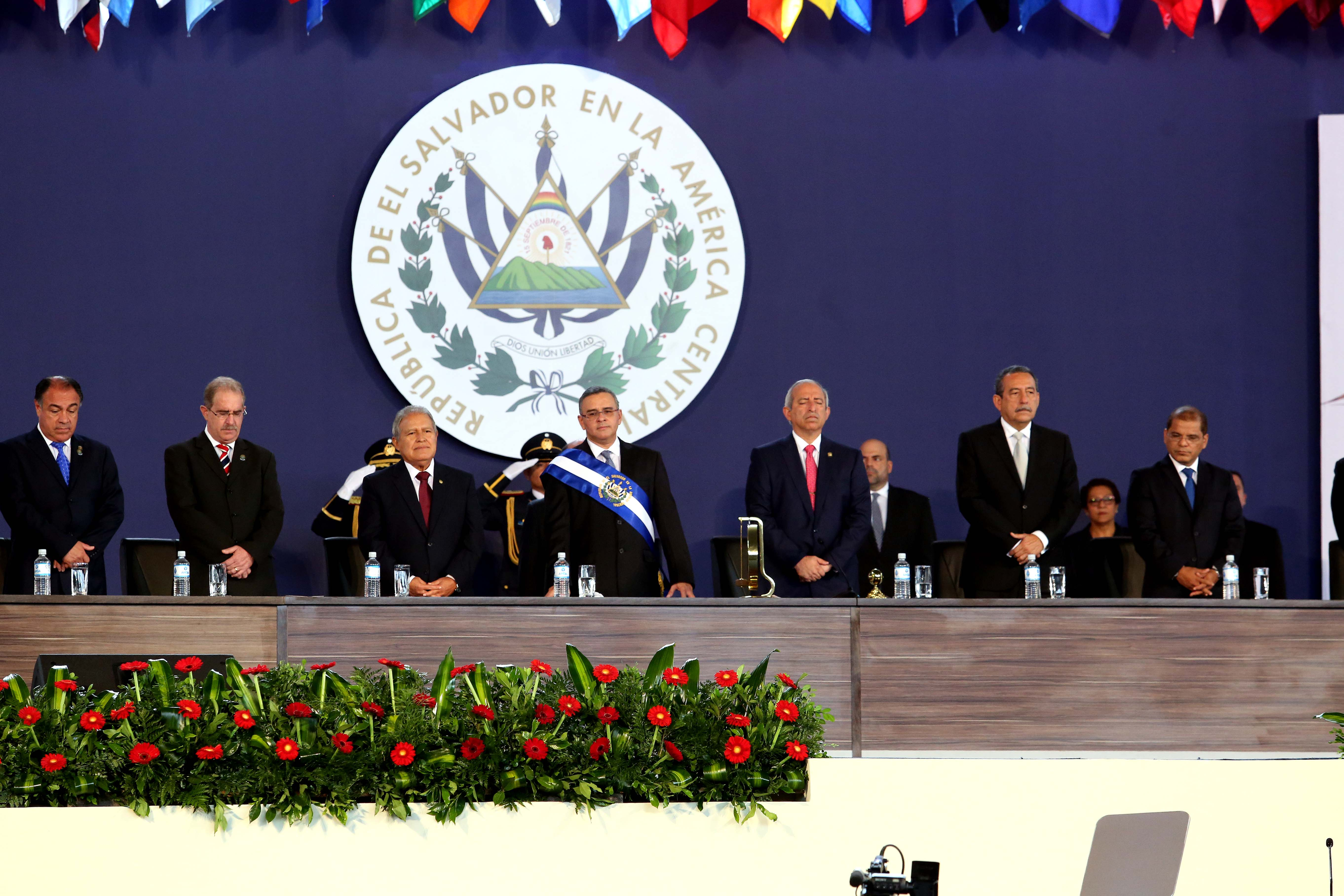
la fórmula presidencial del FMLN, Mauricio Funes y Salvador Sánchez Cerén. Durante un acto oficial junto con funcionarios públicos

En la elección presidencial celebrada el domingo 15 de marzo de 2009, los integrantes de la fórmula presidencial del FMLN, Mauricio Funes y Salvador Sánchez Cerén, recibieron 1.354.000 votos, lo que representa el 51,32% de los votos válidos; y conforme al artículo 80 de la Constitución de El Salvador, fueron declarados Presidente y Vicepresidente de la República para un mandato de cinco años.
El 20 de marzo de 2009, una de sus primeras medidas de Mauricio Funes, en ese entonces sólo como presidente electo, fue nombrar un equipo de elaboración de políticas públicas integrado por catorce personas, en su mayoría de la sociedad civil, pero en el que participan cinco miembros del FMLN: Franzi Hasbún, Manuel Melgar, René Ramos, Gerson Martínez y Karina Sosa.
El decreto ejecutivo de elección de Funes y Cerén fue publicado en los periódicos de circulación nacional el 26 de marzo de 2009; y ambos recibieron las credenciales que certifican su elección en un acto oficial convocado por el Tribunal Supremo Electoral realizado en San Salvador, el 31 de marzo de 2009.
El 28 de marzo de 2009, la Comisión Política del FMLN hizo público, el denominado Manifiesto a la Nación conteniendo su posición oficial ante los resultados de la elección presidencial. En uno de sus párrafos dicho documento afirma:

"El FMLN, en su nueva condición de Partido de Gobierno, impulsará tesoneramente la unidad nacional".

Funes y Cerén asumieron sus funciones de presidente y vicepresidente de la República, respectivamente, el 1 de junio de 2009.
Tras alcanzar la victoria en las elecciones presidenciales de 15 de marzo de 2009, derrotando al candidato de ARENA, Rodrigo Ávila, su candidato Mauricio Funes asumió la Presidencia de la República el 1 de junio de 2009.

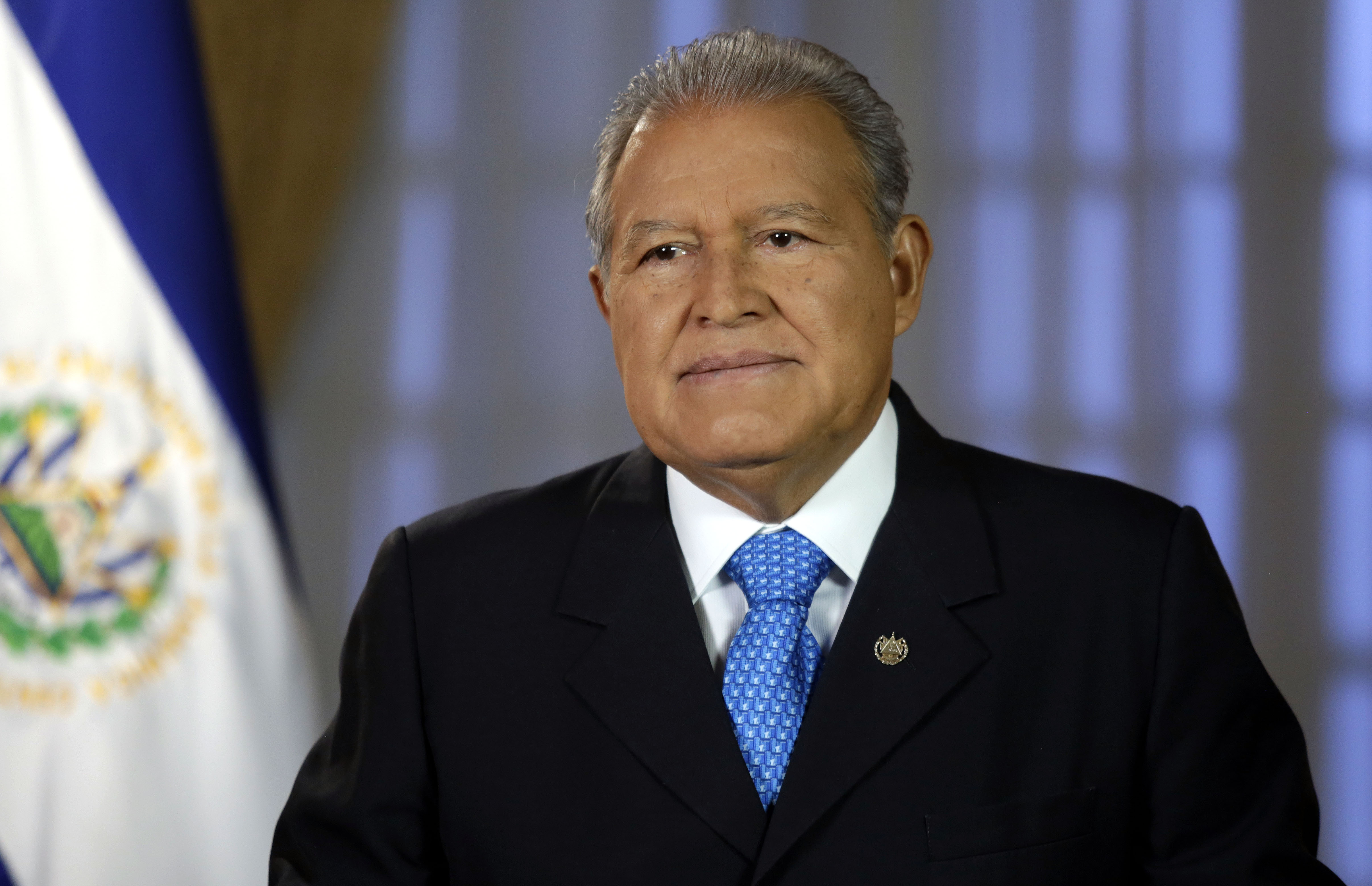
Salvador Sánchez Cerén (el «Comandante Leonel», líder del FMLN), expresidente de El Salvador (2014-2019).

De igual manera de dos formas consecutivas obtuvo la victoria electoral en los comicios presidenciales del 9 de marzo de 2014 con el candidato presidencial Salvador Sánchez Cerén y su candidato a la vicepresidencia Óscar Ortiz, siendo el primer presidente electo de la República de El Salvador tras conocerse el escrutinio final a las cero horas con treinta minutos de la mañana del día 13 de marzo de 2014 por el Tribunal Supremo Electoral de El Salvador y de forma oficial el día domingo 16 de marzo de 2014 a las 22:30 de la noche del mencionado día, venciendo nuevamente y de manera democrática con presencia de organismos internacionales al candidato de la oposición de derecha Norman Quijano del partido ARENA, considerándose al Frente Farabundo Martí para la Liberación Nacional (FMLN) como la primera fuerza política del país después de dicha elección.
Al terminar su mandato el día 31 de mayo de 2019 entregó el poder al candidato de GANA, Nayib Bukele, con un tercer lugar en la elección presidencial, siendo el peor resultado desde su creación como partido en una elección del ejecutivo.

## Documentos políticos básicos del FMLN
Dos son los documentos políticos básicos del FMLN: la Carta de Principios y Objetivos, y los Estatutos (reformados en varias ocasiones).

## Resultados electorales

### Elecciones presidenciales
|  | 24,54 % |

|  | 31,65 % |

|  | 28,88 % |

|  | 35,68 % |

|  | 51,32 % |

|  | 48,93 % |

|  | 50,11 % |

|  | 14,40 % |

|  | 6,40 % |

### Elecciones Parlamentarias
|  | 21,39 % |

|  | 33,0 % |

|  | 35,2 % |

|  | 34,0 % |

|  | 39,7 % |

|  | 42,60 % |

|  | 37,28 % |

|  | 37,28 % |

|  | 23,38 % |

|  | 6,91 % |

|  | 6,28 % |

### Concejos Municipales
|  | 27,83 % |

|  | 39,8 % |

|  | 34,9 % |

|  | 37,7 % |

|  | 29,1 % |

|  | 10,83 % |

|  | 7,78 % |

### Parlamento Centroamericano
|  | 21,40 % |

|  | 35,20 % |

|  | 39,40 % |

|  | 42,53 % |

|  | 39,82 % |

|  | 7,30 % |

|  | 8,26 % |

## Sitios web consultados
- Sitio oficial del FMLN
- Información del FMLN en la página web de la Asamblea Legislativa de El Salvador.
- FCER: “Posición política del Frente Metropolitano "Clara Elisabeth Ramírez" ante la problemática interna de las F.P.L.”, comunicado de diciembre de 1983, publicado en el grupo poder popular de Yahoo groups.
- “El Salvador Civil War”